# 林益全
林益全（1985年11月11日—），原名「林育呈」，封號「台灣神全」，臺灣棒球選手，高雄市湖內區人，現效力於中華職棒統一7-ELEVEn獅，守備位置為一壘手，曾多次拿下金手套獎；國際賽表現穩定，也有極高的打擊率。

## 生平
林益全曾在2005年亞洲棒球錦標賽、2005年世界盃棒球賽、2006年洲際盃棒球賽、2007年世界盃棒球賽與2008年夏季奧運棒球最終資格排名賽等多次國際比賽中入選台灣代表隊。其中於2005年亞洲棒球錦標賽時，獲得全壘打王的頭銜。
由於當年職棒問題不斷，林益全退伍時本無加盟職棒意願，並留下「在這裡（職棒），我看不到未來」的話，後來經由時任領隊的劉志昇誠意拜訪溝通，林益全才應允加盟興農牛。2007年12月27日中華職棒「2008年新人選秀會」中，以第一輪第一指名被興農牛隊選走，成為該年度的選秀狀元。由於兵役問題，林益全於2008年球季並不能成為興農牛隊一軍選手，而必須要成為一年代訓選手，於2009年球季才能正式成為一軍選手。
2013年義联集團接手球隊後，林益全主動爭取50萬月薪，獲創辦人林義守回應給其45萬、50萬、55萬「平均50萬」的三年合約，2017年再獲新東家富邦金月薪75萬的兩年約。
2021年9月4日，於桃園國際棒球場對上樂天桃猿隊的比賽中，在一局上從陳冠宇手中擊出生涯第200支全壘打之紀錄，為中職第三位達成者。
2021年9月25日，於新莊棒球場對上統一7-11獅隊的比賽中，在七局下從吳承諭手中擊出生涯第1800支安打之紀錄，為中職第4位達成者。
2023年4月22日，於台南棒球場對上樂天桃猿隊的比賽中，在四局下從許峻暘手中擊出生涯第1900支安打之紀錄，為中職第3位達成者。
2024年8月14日，於嘉義市棒球場對上味全龍隊的比賽中，在七局下從陳禹勳手中擊出生涯第2000支安打之紀錄，為中職第3位達成者。

## 經歷
- 台南市北區公園國小少棒隊
- 台南市民德國中青少棒隊
- 台南市南英商工青棒隊
- 台灣電力棒球隊
- 中華職棒興農牛隊代訓球員
- 中華職棒興農牛（2009年3月12日－2012年12月16日）
- 中華職棒義大犀牛（2012年12月17日－2016年10月31日）
- 中華職棒富邦悍將（2016年11月1日－2022年12月31日）
- 中華職棒統一7-ELEVEn獅（2023年1月19日－）

## 特殊事蹟
- 林益全在2004年高三時突然被要求打木棒，當年他就在青棒菁英大賽用木棒打出2支全壘打，是台灣史上第一位用木棒打出全壘打的青棒球員[9]。

### 2009年新人球季
- 與張泰山、威納斯（Wilton Veras）、謝佳賢合組成「全太危險」打線。
- 7月9日對戰統一7-ELEVEn獅，面對中繼投手曾翊誠擊出生涯第100支安打，以62出賽/271打席/249打數成為單季最少場次、聯盟及新人最快100安紀錄。(刷新2008年黃龍義65場紀錄，也超越南韓職棒64場100安紀錄；原新人最快百安：1993年時報鷹曾貴章出賽78場；原聯盟最少打席紀錄：1996路易士、2004彭政閔-298打席；原聯盟最少打數紀錄：2004彭政閔-247打數。)
- 10月12日球季最終戰對戰統一7-ELEVEn獅，總教練徐生明刻意安排擔任板凳，當壘上有人後隨即換上林益全給其打點王的機會，結果於一局上就抓到壘上有人的機會，打出超越La New熊林智勝111分打點的新紀錄。
- 新人球季整季繳出120場出賽、0.348打擊率、169安打、33二壘安打、113打點、92得分，皆為新人紀錄，18支全壘打則是平新人紀錄，單季169安則為本土球員的紀錄。如果以紀錄來看，他是中華職棒史上最強的新人打者。由於新人年的優異表現，林益全成為中華職棒史上第一位野手新人獲得年度最有價值球員者。

### 2010-2012年
- 2010年4月23日對戰統一7-ELEVEn獅，在8局上擊出生涯第200支安打，以142出賽/625打席/577打數分別打破本土最快200安打記錄（以場數比較：林易增150場出賽）、聯盟最快200安打記錄（以打席/打數比較：羅偉653打席、595打數）
- 2012年5月10日在台中棒球場面對兄弟象，締造完全打擊紀錄，為中華職棒史上第八位完成此紀錄的球員[第一位最後一支安打為一壘安打]。
- 2012年6月3日林益全面對猿隊洋投摩爾（Ben Moore），擊出中外野方向的深遠二壘安打，打破曾貴章在1997年創下的375場比賽中敲出了500支安打，林益全僅用4年374場比賽、1584打席、1450打數達成，也打破陳冠任以1636打席、彭政閔以1456打數完成500支安打的多項紀錄。並保持連續28場比賽有安打紀錄，繼續向聯盟紀錄連31戰安打紀錄挑戰中。
- 2012年儘管個人成績優異，但由於球隊戰績38勝77敗5和，勝率0.330的成績實在太差，最後未入圍MVP，本人也在臉書上表達不滿[10]。

### 2013-2021年
- 2013年7月12日，林益全面對兄弟象隊，於九局被徐生明總教練和投手林正豐更換守備位置，達成生涯第1場投手出賽。完成1個出局數，總計投出1個保送，無失分。最快球速來到139KM/h。
- 2013年季末獲得第二座年度最有價值球員，為第一位野手獲得兩座年度MVP者。
- 2014年季末連莊年度最有價值球員，為第一位野手連兩年獲得年度MVP者，其三座年度MVP亦為職棒史上第一。
- 2014年12月13日，林益全在自家後援會舉辦的慢速壘球賽中，面對投手蘇君毅，轟出第一屆首轟。隔日，面對投手陳仲銘，轟出滿貫全壘打。在第一屆神全盃壘球賽，以代打身分便轟出全壘打兩隻，並打下打點七分，獲得打擊雙冠王。
- 2015年7月18日，在出戰中信兄弟隊比賽，6局下從兄弟先發投手林英傑手中擊出生涯第1000支安打，以744場的速度完成千安，打破中職及亞洲職棒紀錄。過去中職最快場次完成千安的是Lamigo桃猿隊林智勝的837場，而亞洲職棒紀錄則由美日職棒名將鈴木一朗效力日職歐力士時締造的757場。韓職紀錄則是李鍾範創下的779場千安。
- 2015年8月23日，舉辦徐生明總教練感恩日活動，9局下半，林益全面對桃猿投手林柏佑，擊出生涯首發再見全壘打，犀牛以3：2擊敗桃猿，之後林益全也把這顆全壘打球送給師母謝榮瑤。
- 2015年9月，於嘉南藥理科技大學畢業、獲得學士學位。
- 2015年9月19日，面對Lamigo桃猿隊時達成百轟，是他個人生涯第一支滿貫全壘打，擊出前乃生涯未擊出滿貫砲最多轟的保持人。
- 2017年3月底，被隊友林哲瑄於粉絲專頁發文影射其守備不積極（該文已刪除），引發球迷間的熱烈討論[11]。
- 2021年9月4日，在桃園國際棒球場對決樂天桃猿投手陳冠宇，一局上擊出職棒生涯第兩百轟。

## 職棒生涯成績

### 中華職棒
- (粗黑體字為該年度最佳或最高成績）
- (粗紅體字為聯盟史上最佳或最高成績)

| 年度 | 球隊           | 出賽 | 打數 | 安打 | 全壘打 | 打點 | 得分 | 盜壘 | 四死 | 被三振 | 壘打數 | 雙殺打 | 打擊率 | 上壘率 | 長打率 | 整體攻擊指數 |
| ---- | -------------- | ---- | ---- | ---- | ------ | ---- | ---- | ---- | ---- | ------ | ------ | ------ | ------ | ------ | ------ | ------------ |
| 2009 | 興農牛         | 120  | 486  | 169  | 18     | 113  | 92   | 6    | 40   | 46     | 264    | 19     | 0.348  | 0.395  | 0.543  | 0.938        |
| 2010 | 興農牛         | 107  | 406  | 134  | 8      | 55   | 61   | 4    | 30   | 52     | 184    | 14     | 0.330  | 0.374  | 0.453  | 0.827        |
| 2011 | 興農牛         | 101  | 368  | 117  | 8      | 55   | 56   | 2    | 42   | 56     | 170    | 8      | 0.318  | 0.383  | 0.462  | 0.845        |
| 2012 | 興農牛         | 113  | 450  | 167  | 13     | 92   | 72   | 2    | 38   | 46     | 258    | 17     | 0.371  | 0.419  | 0.573  | 0.992        |
| 2013 | 義大犀牛       | 113  | 417  | 149  | 18     | 79   | 66   | 4    | 45   | 42     | 229    | 20     | 0.357  | 0.415  | 0.549  | 0.964        |
| 2014 | 義大犀牛       | 119  | 465  | 161  | 14     | 88   | 81   | 1    | 45   | 33     | 237    | 13     | 0.346  | 0.398  | 0.510  | 0.908        |
| 2015 | 義大犀牛       | 117  | 452  | 166  | 23     | 126  | 84   | 1    | 50   | 53     | 265    | 12     | 0.367  | 0.422  | 0.586  | 1.008        |
| 2016 | 義大犀牛       | 106  | 417  | 146  | 17     | 81   | 67   | 1    | 50   | 62     | 221    | 11     | 0.350  | 0.416  | 0.530  | 0.946        |
| 2017 | 富邦悍將       | 105  | 385  | 136  | 17     | 71   | 62   | 4    | 50   | 50     | 212    | 15     | 0.353  | 0.420  | 0.551  | 0.971        |
| 2018 | 富邦悍將       | 95   | 349  | 110  | 8      | 54   | 45   | 2    | 32   | 54     | 160    | 8      | 0.315  | 0.366  | 0.458  | 0.824        |
| 2019 | 富邦悍將       | 117  | 431  | 140  | 27     | 108  | 71   | 1    | 45   | 58     | 247    | 19     | 0.325  | 0.382  | 0.573  | 0.955        |
| 2020 | 富邦悍將       | 109  | 391  | 122  | 22     | 78   | 52   | 1    | 34   | 69     | 206    | 10     | 0.312  | 0.365  | 0.527  | 0.892        |
| 2021 | 富邦悍將       | 109  | 388  | 111  | 11     | 52   | 39   | 1    | 31   | 66     | 173    | 12     | 0.286  | 0.335  | 0.446  | 0.781        |
| 2022 | 富邦悍將       | 74   | 247  | 64   | 1      | 22   | 16   | 1    | 18   | 46     | 84     | 8      | 0.259  | 0.308  | 0.340  | 0.648        |
| 2023 | 統一7-ELEVEn獅 | 89   | 284  | 87   | 3      | 54   | 20   | 1    | 24   | 42     | 110    | 13     | 0.306  | 0.357  | 0.387  | 0.744        |
| 2024 | 統一7-ELEVEn獅 | 45   | 129  | 34   | 2      | 14   | 5    | 0    | 4    | 14     | 46     | 4      | 0.264  | 0.284  | 0.357  | 0.641        |
| 合計 | 16年           | 1639 | 6065 | 2013 | 210    | 1142 | 889  | 32   | 578  | 789    | 3066   | 203    | 0.332  | 0.386  | 0.506  | 0.892        |

### 投球成績
| 年度 | 球隊     | 出賽 | 先發 | 勝投 | 敗投 | 中繼 | 救援 | 完投 | 完封 | 四死 | 三振 | 責失 | 投球局數 | 自責分率 | 被上壘率 |
| ---- | -------- | ---- | ---- | ---- | ---- | ---- | ---- | ---- | ---- | ---- | ---- | ---- | -------- | -------- | -------- |
| 2013 | 義大犀牛 | 1    | 0    | 0    | 0    | 0    | 0    | 0    | 0    | 1    | 0    | 0    | 0.1      | 0.00     | 3.00     |
| 合計 | 1年      | 1    | 0    | 0    | 0    | 0    | 0    | 0    | 0    | 1    | 0    | 0    | 0.1      | 0.00     | 3.00     |

## 電視劇
| 年份 | 播出頻道                 | 劇名                        |
| ---- | ------------------------ | --------------------------- |
| 2016 | 八大電視台、愛奇藝台灣站 | High 5 制霸青春（客串演出） |

## 外部連結
- 林益全在台灣棒球維基館上的頁面（繁體中文）
- 林益全在中華職棒官網
- 林益全在Baseball-Reference.com（小聯盟以及海外聯盟）（英语）
- 林益全的Facebook專頁

| 前任： 陳江和             | 中華職棒新人選秀狀元 2008年                     | 繼任： 林克謙               |
| 獎項                      |                                                 |                             |
| 前任： 布雷 張泰山 蔣智賢 | 中華職棒打點王 2009年 2014-2015年 2019年        | 繼任： 林智勝 林泓育 林安可 |
| 前任： 彭政閔 石志偉      | 中華職棒最佳十人獎(一壘手) 2009年 2013年–2017年 | 繼任： 彭政閔 陳俊秀        |
| 前任： 彭政閔             | 中華職棒金手套獎(一壘手) 2009年 2014年–2016年   | 繼任： 彭政閔 高國慶        |
| 前任： 林其緯             | 中華職棒年度新人王 2009年                       | 繼任： 王鏡銘               |
| 前任： 強森 周思齊        | 中華職棒年度最有價值球員 2009年 2013年–2014年   | 繼任： 彭政閔 林智勝        |
| 前任： 張泰山             | 中華職棒完全打擊締造者 2012年5月10日            | 繼任： 王勝偉               |
| 前任： 潘武雄             | 中華職棒打擊王 2013年                           | 繼任： 胡金龍               |
| 前任： 張正偉             | 中華職棒安打王 2013年                           | 繼任： 胡金龍               |
| 前任： 林智勝             | 中華職棒全壘打王 2013年                         | 繼任： 高國輝               |
| 前任： 鍾承佑             | 中華職棒全壘打大賽冠軍 2013年                   | 繼任： 藍寅倫               |